# Đường cao tốc Tuyên Quang – Phú Thọ
Đường cao tốc Tuyên Quang – Phú Thọ (ký hiệu toàn tuyến là CT.02) là một đoạn đường cao tốc thuộc hệ thống đường cao tốc Bắc – Nam phía Tây có chiều dài 40,2 km, trong đó khoảng 29 km thuộc tỉnh Phú Thọ và đoạn còn lại dài 11,2 km thuộc tỉnh Tuyên Quang.

## Thiết kế
Điểm đầu của cao tốc bắt đầu tại xã Lưỡng Vượng, thành phố Tuyên Quang; điểm cuối tại nút giao IC.9 thuộc đường cao tốc Nội Bài – Lào Cai, thị xã Phú Thọ. Tuyến cao tốc Tuyên Quang – Phú Thọ giai đoạn 1 đạt quy mô đường cao tốc 2 làn xe, các đoạn vượt xe và nút giao được thiết kế 4 làn xe. Tổng chiều dài là 40,2 km, bao gồm các nút giao thông khác mức với Quốc lộ 2D, Quốc lộ 70, Tỉnh lộ 314B và giao cùng mức với Quốc lộ 2, Tỉnh lộ 315. Giai đoạn 2 sẽ nâng bề rộng mặt đường lên 14 m. Tuy nhiên, để nâng cao khả năng khai thác của tuyến đường, dự án được gộp cả 2 giai đoạn thành 1 và triển khai với quy mô 4 làn xe không có làn dừng khẩn cấp, bố trí điểm dừng khẩn cấp cách nhau 4–5 km/1 điểm, vận tốc tối đa 90 km/h. Giai đoạn hoàn chỉnh sẽ xây thêm 2 làn dừng khẩn cấp, chiều rộng mỗi làn sẽ nâng lên 3,75m thay vì chỉ rộng 3,5m như giai đoạn đầu, vận tốc tối đa 120 km/h.

## Xây dựng
Tổng mức đầu tư dự án là 3.112,970 tỷ đồng bằng nguồn vốn ngân sách Trung ương và địa phương. Trong đó, tổng mức đầu tư giai đoạn 1 là 2.653 tỷ đồng, giai đoạn 2 là 459,970 tỷ đồng. Công trình được khởi công vào ngày 23 tháng 2 năm 2021 và khánh thành vào ngày 24 tháng 12 năm 2023.
Đến ngày 29 tháng 5 năm 2023, Phó Thủ tướng Trần Hồng Hà ký Quyết định 586/QĐ-TTg phê duyệt điều chỉnh chủ trương đầu tư Dự án đầu tư xây dựng đường cao tốc Tuyên Quang – Phú Thọ với việc thực hiện cả 2 giai đoạn của dự án. Theo đó, tổng số vốn thực hiện được nâng lên 3.753 tỷ đồng.
Dự án giúp đáp ứng nhu cầu vận tải ngày càng tăng cao, giảm ùn tắc và tai nạn giao thông trên tuyến quốc lộ 2 và rút ngắn thời gian, khoảng cách kết nối giữa tỉnh Hà Giang, Tuyên Quang và Phú Thọ với vùng kinh tế trọng điểm Bắc Bộ với thủ đô Hà Nội, nâng cao hiệu quả khai thác của đường cao tốc Nội Bài – Lào Cai.

## Chi tiết tuyến đường

Bảng thông tin tốc độ cao tốc

### Làn xe
- 4 làn xe, có điểm dừng khẩn cấp

### Chiều dài
- Toàn tuyến: 40,2 km

### Tốc độ giới hạn
- Tối đa: 90 km/h, Tối thiểu: 60 km/h

## Lộ trình chi tiết
- IC : Nút giao, JCT : Điểm lên xuống, SA : Khu vực dịch vụ (Trạm dừng nghỉ), TG : Trạm thu phí, TN : Hầm đường bộ, BR : Cầu
- Đơn vị đo khoảng cách là km.

| Số                                                                       | Tên                                   | Khoảng cách từ đầu tuyến              | Kết nối                               | Ghi chú                                          | Vị trí                                | Vị trí                                |
| Kết nối trực tiếp với đường Phạm Hùng                                    | Kết nối trực tiếp với đường Phạm Hùng | Kết nối trực tiếp với đường Phạm Hùng | Kết nối trực tiếp với đường Phạm Hùng | Kết nối trực tiếp với đường Phạm Hùng            | Kết nối trực tiếp với đường Phạm Hùng | Kết nối trực tiếp với đường Phạm Hùng |
| ------------------------------------------------------------------------ | ------------------------------------- | ------------------------------------- | ------------------------------------- | ------------------------------------------------ | ------------------------------------- | ------------------------------------- |
| 1                                                                        | IC Lưỡng Vượng                        | 0.0                                   | Quốc lộ 2                             | Đầu tuyến đường cao tốc                          | Tuyên Quang                           | Thành phố Tuyên Quang                 |
| 2                                                                        | IC Yên Sơn                            | 8.9                                   | Quốc lộ 2D                            | Kết nối với Đường cao tốc Tuyên Quang – Hà Giang | Tuyên Quang                           | Yên Sơn                               |
| BR                                                                       | Cầu Đoan Hùng                         | ↓                                     |                                       | Vượt sông Chảy                                   | Phú Thọ                               | Đoan Hùng                             |
| 3                                                                        | IC Đoan Hùng                          | 17.2                                  | Quốc lộ 70                            |                                                  | Phú Thọ                               | Đoan Hùng                             |
| 4                                                                        | IC Đường tỉnh 312                     | 30.5                                  | Đường tỉnh 312                        |                                                  | Phú Thọ                               | Ranh giới Đoan Hùng – Thanh Ba        |
| 5                                                                        | IC Đường tỉnh 315B                    | 40.2                                  | Đường tỉnh 315B                       | Nút giao đồng mức                                | Phú Thọ                               | Thị xã Phú Thọ                        |
| 6                                                                        | IC Phú Thọ                            |                                       | Đường cao tốc Nội Bài – Lào Cai       | Cuối tuyến đường cao tốc                         | Phú Thọ                               | Thị xã Phú Thọ                        |
| Kết nối trực tiếp với Đường cao tốc Phú Thọ – Ba Vì ( Đường Hồ Chí Minh) |                                       |                                       |                                       |                                                  |                                       |                                       |
| 1.000 mi = 1.609 km; 1.000 km = 0.621 mi                                 |                                       |                                       |                                       |                                                  |                                       |                                       |